# 工藤采佳
工藤 采佳（くどう あやか、1990年7月11日 - ）は、日本で活動する女優、モデル、タレント。
福岡県福岡市出身。2011年より福岡を中心に芸能活動をしていたが、2018年4月より東京に拠点を移している。

## 人物
- 福岡市立高宮中学校、福岡県立柏陵高等学校、平岡栄養士専門学校卒業。
- 栄養士、食育インストラクター、ホームヘルパー2級、ネイリスト3級資格を有している。
- 2011年、ワタナベエンターテインメント九州事業本部に所属し福岡で芸能活動開始。十八銀行のイメージキャラクター、CMに出演。また、「大きな虹のあとで　～不動四兄弟～」で舞台出演も果たす。
- 2014年12月より「アサデス。KBC」リポーターを担当。
- 2017年9月、「アサデス。KBC」卒業。芸能活動一時休止を発表。
- 2018年4月、東京に拠点を移し、WAKURABAに移籍して芸能活動再開。
- 2018年7月、タタカッテシネ・トキヲイキル合同開催の舞台「瀬戸内少女ラジオ局」の東京公演に出演。
- 女優・モデル業では元気で明るいキャラクターとなることが多い。
- 福岡でのリポーターの経験を活かし、各種イベントのMCなども務めている。

## 出演

### 映画
- 電気海月のインシデント（2019年4月公開）

### TV
- アサデス。KBC（九州朝日放送、2014年12月 - 2017年9月）リポーター
- キレ☆カワ女子部（TVQ九州放送）
- 今日感テレビ 日曜版（RKB毎日放送）
- with（TVQ九州放送）
- 福岡マラソン テレビ中継（九州朝日放送）
- チャギハ!（RKB毎日放送）
- 土曜ドラマ 「逃げる女」（NHK）
- う～まんLife（RKB毎日放送）
- 福岡クロニクル～福岡ゆかりの人々（RKB毎日放送）
- 水と緑の物語（九州朝日放送）
- ザ!世界仰天ニュース（日本テレビ）
- 駐在刑事（テレビ東京）ナース役
- 人気芸能人にイタズラ! 仰天ハプニング150連発（フジテレビ）

### ラジオ
- GOGO競馬サンデー!ダイナミックジョッキー（九州朝日放送、2016年2月14日 - 2017年3月5日）アシスタント
- 居酒屋清子（九州朝日放送）
- ネクラな女子会（九州朝日放送）
- ガブリナ（九州朝日放送）

### 舞台
- 大きな虹のあとで　〜不動四兄弟〜（2012年2月）
- ひとん家で騒ぐな（2012年4月）
- この中に裏切り者がいますよ（2012年10月 - 12月）
- しあわせのbellが鳴る（2014年2月）
- エレファントハート（2014年8月）
- 優しいKIOKU（2015年1月）
- 自首する男（WELスペシャル九州）（2015年8月）
- ノートルダム物語（2015年9月）
- 星降る夜になったら（2016年4月）
- ロック版唐人歌舞伎「柳暗花明」（2016年6月、12月）
- もしも、あの時（2016年8月）
- こげた畳とゆれた尻（2016年12月）
- ドブ恋九州（2017年4月）
- 瀬戸内少女ラジオ局（2018年7月）
- 色即是空サイキック-Φ-（2019年1月）

### CM・広告
- 十八銀行（2011年 - 2014年）イメージキャラクター
- 白岳「しろ」（高橋酒造）
- 山田屋｢ブラなび｣
- DAM（第一興商）
- 北九州人権啓発週間
- ショクササイズ（タマチャンショップ）
- 峠の玄氣屋
- セルベスト化粧品
- Amatora Quoシャンプー[1]
- 『美カフェ』ネットショップ　アンバサダー
- ゼクシィ（リクルート）
- NTTドコモ　パンフレット
- 富士産業 (食事サービス業) 一生涯編
- ポケトーク（ソースネクスト）
- ホンダ・フリード（本田技研工業）
- トゥルースリーパー「セブンスピロー」
- 資生堂「洗顔専科パーフェクトホイップu」
- 島津製作所「世界に答えを。-島津製作所、乳がんと向き合う。」
- 中外製薬「ある医師の一日」篇
- Canon「EOS Kiss M」
- PARCO 錦糸町店
- 持田製薬

### その他
- 2012 ミス・ユニバース・ジャパン 九州大会 ファイナリストベスト10